# Michael Crawford
Michael Crawford (* 19. ledna 1942) je anglický herec a zpěvák. Věnuje se zejména divadelnímu muzikálu, vystupoval hojně na Broadwayi. K jeho nejslavnějším divadelním představením patří Phantom of the Opera (1986-1991) pod vedením Andrew Lloyd Webbera, za roli Fantoma získal prestižní ceny Tony Award i Laurence Olivier Award. V televizi ho proslavil sitcom BBC Some Mothers Do 'Ave 'Em. K nejznámějším filmům patří Barnum či Condorman.

## Divadelní role
- No Sex Please, We're British (1971) - Brian Runnicles
- Billy (1974) - Billy Liar
- Flowers for Algernon (1979) - Charlie Gordon
- Condorman (1981) — Woody Wilkins
- Barnum (1981) — P. T. Barnum
- Phantom of the Opera (1986) - Fantom
- EFX (1995) - H.G. Wells, Merlin, P.T. Barnum, Harry Houdini
- Dance of the Vampires (2002) - Count Giovanni von Krolock
- The Woman in White (2004) - Count Fosco
- The Wizard of Oz (2011) - Profesor Marvel, Doorman, Tour Guide, Čaroděj ze země Oz
- The Go-Between (2016) - Leo Colston

## Filmografie
- Blow Your Own Trumpet (1958)
- Soapbox Derby (1958)
- Don't Call Me A Horse! (1959)
- A French Mistress (1960)
- Two Living, One Dead (1961)
- The War Lover (1962)
- Two Left Feet (1963)
- The Knack …and How to Get It (1965)
- A Funny Thing Happened on the Way to the Forum (1966)
- The Jokers (1967)
- How I Won the War (1967)
- Hello, Dolly! (1969)
- The Games (1970)
- Hello-Goodbye (1970)
- Alice's Adventures In Wonderland (1972)
- Condorman (1981)
- Barnum (1986)
- Once Upon a Forest (1993)
- David Foster's Christmas Album (1993)
- Tony Palmer's Film About The Fantastic World of Michael Crawford (1996)
- My Favorite Broadway: The Love Songs (2001)
- The Ghosts of Christmas Eve (2001)
- WALL-E (2008)

## Diskografie
- Songs from the Stage and Screen (1987)
- The Phantom Unmasked (1990)
- Michael Crawford Performs Andrew Lloyd Webber (1991)
- With Love (1992)
- A Touch of Music in the Night (1993)
- Favorite Love Songs (1994)
- On Eagle's Wings (1998)
- In Concert (1998)
- A Christmas Album (1999)
- The Disney Album (2001)
- The Early Years - MCIFA Members Only Exclusive (2001)
- The Best of Michael Crawford - Australian Release (2002)
- The Very Best of Michael Crawford (2005)
- The Story of My Life (2011)
- O Holy Night (2012)
- The Ultimate Collection (2012)
- The Music of the Night (2016)